# Louis Marguerite Aimé Allard
Louis Marguerite Aimé Allard, né le 16 octobre 1750 à Surgères (Charente-Inférieure) et mort le 13 janvier 1827 à Poitiers (Vienne), était un homme politique français.

## Biographie
Il est le fils d'Alexis Aimé Allard, avocat au parlement, et de Françoise Marguerite de Hillerin. Docteur agrégé près la Faculté de droit de Poitiers puis responsable d'une chaire de droit avant la Révolution, il est élu député de la Vienne le 1er septembre 1791.
À la fin de son mandat il devient juge au tribunal civil de la Vienne puis juge au tribunal criminel. Il termine sa carrière comme professeur de droit romain puis doyen de la faculté de Poitiers.

## Sources
- « Louis Marguerite Aimé Allard », dans Adolphe Robert et Gaston Cougny, Dictionnaire des parlementaires français, Edgar Bourloton, 1889-1891 [détail de l’édition]